# 専念寺 (神戸市東灘区)
専念寺（せんねんじ）は兵庫県神戸市東灘区住吉宮町2丁目12番7号に位置する浄土真宗本願寺派の寺。山号は大塚山。大塚とはこの付近にある東求女塚古墳の事。万治元年（1658年）4月15日、豊前国馬ヶ岳城主長野三郎左衛門助盛の家老吉武大吉郎が出家し眞了と名乗り、本山からの帰途の折この地に留まり信仰を集めたため開基したと伝えられる。本尊は立丈二尺の阿弥陀如来。

## 沿革
- 万治元年（1658年）4月15日、僧眞了により創建。
- 享保20年（1735年）3月13日、木仏が許可される。
- 創建より130年経過した頃火事に見舞われる。寛政3年（1791年）再建。
- 嘉永元年（1848年）10月、寺号の公称が許される。
- 明治8年（1875年）夏、新化小学校が開設され、本堂を校舎として使用。同16年（1883年）長峡簡易小学校と改称。同18年（1885年）に住吉小学校の分教場となり、長峡分教場と称す。同27年（1894年）4月、木田喜兵衛宅へ移転。
- 明治15年（1882年）、祭礼から外され神輿担ぎを拒否されていた被差別部落仲ノ町（後の住之江区）が住吉村の他6町を相手取り裁判を起こし神戸裁判所・大阪上等裁判所で敗訴。3月、大審院へ控訴し、7月7日に被告人住吉六ヶ町が召還されるも、既に大阪上等裁判所で勝訴しているとして13日からの祭礼もいままでどおりとする協議をしたため、8月1日夜8時頃から、憤慨した中之町の人々約500人が専念寺につめかけ集会。[1]
- 明治32年（1899年）、目方157貫の梵鐘が寄付される。大阪から来た鋳物師が求女塚の一部を鋳場として数日かけて完成させたものを10月9日大勢の信徒により寺内に運び入れられ翌日撞き初め式大法要。なお以前の鐘は47貫の小さいものだった。
- 昭和元年（1926年）、大部分を修築。
- 昭和17年（1943年）、右梵鐘を供出。

## 歴代住職
四代目眞了の時、継嗣がなかったため、豊前国京都郡長木喜平治の家人が眞休として五代目となり、爾後その子孫が住職を継いでいる。
1. 眞了（貞享3年入寂）
2. 眞了（享保8年入寂）
3. 眞了（延享4年入寂）
4. 眞了（安永2年入寂）
5. 眞休（寛政10年入寂）
6. 眞了（文政4年入寂）
7. 隆海（万延元年入寂）
8. 智等（明治20年入寂）
9. 智晃（明治21年入寂）
10. 俊夫

## 諸事項
- 宝物は親鸞上人の御名号一幅。文政2年、六代目眞了の時、越後国国府（現・上越市）の性宗寺住職友賢より譲り受けたという。
- 庫裏の庭には「津の国の一枚橋」として知られた橋があり、元々は住之江地区の入り口獺川の馬場先なる場所に架かっていたものが、山車を引き廻す様になり狭隘であるとして移されたという。

## 参考資料
- 『住吉村誌』武庫郡住吉村、1946年。